# رکولتا
رکولتا (به اسپانیایی: Recoleta) یک شهرستان در شیلی است که در استان سانتیاگو واقع شده‌است. رکولتا ۱۶٫۲ کیلومتر مربع مساحت و ۱۴۸٬۲۲۰ نفر جمعیت دارد.